# Escíatos

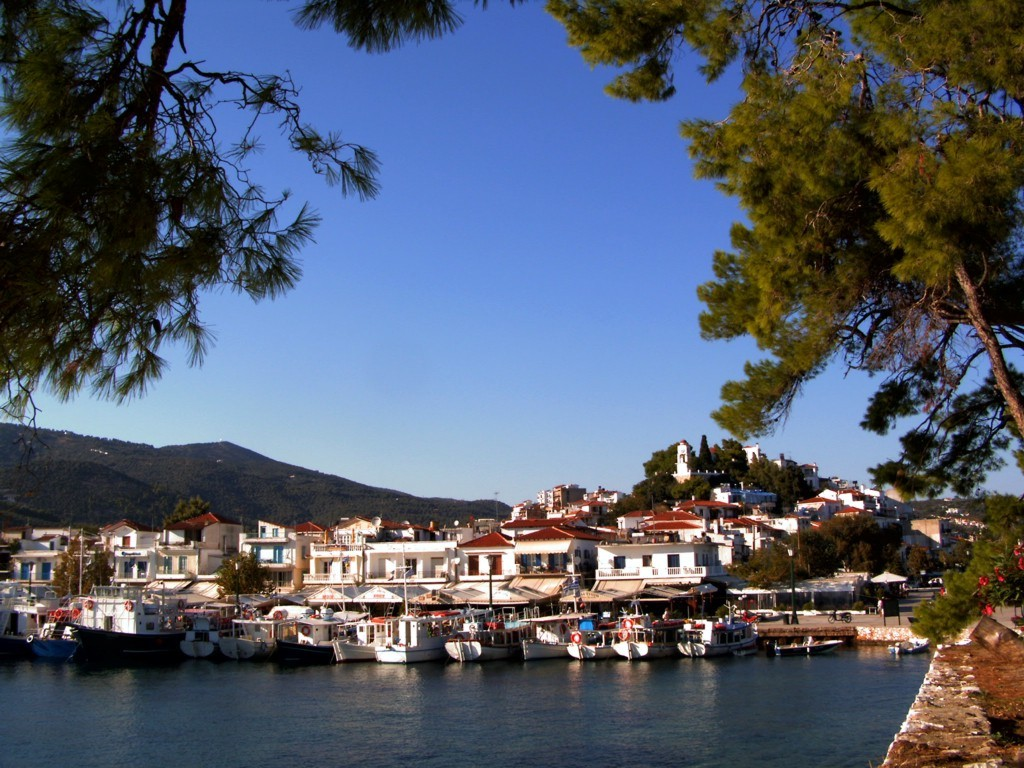
Port d'Escíatos

Escíatos (grec: Σκιάθος, Skiáthos) és una illa de Grècia a la mar Egea, just enfront de la punta sud-est de Magnèsia (Tessàlia) i forma part de les illes Espòrades. La ciutat principal es diu també Escíatos, a la costa oriental, i ja existia a l'època clàssica si bé no exactament al mateix emplaçament; la ciutat moderna té un bon port i no es va establir fins al 1829.

## Història

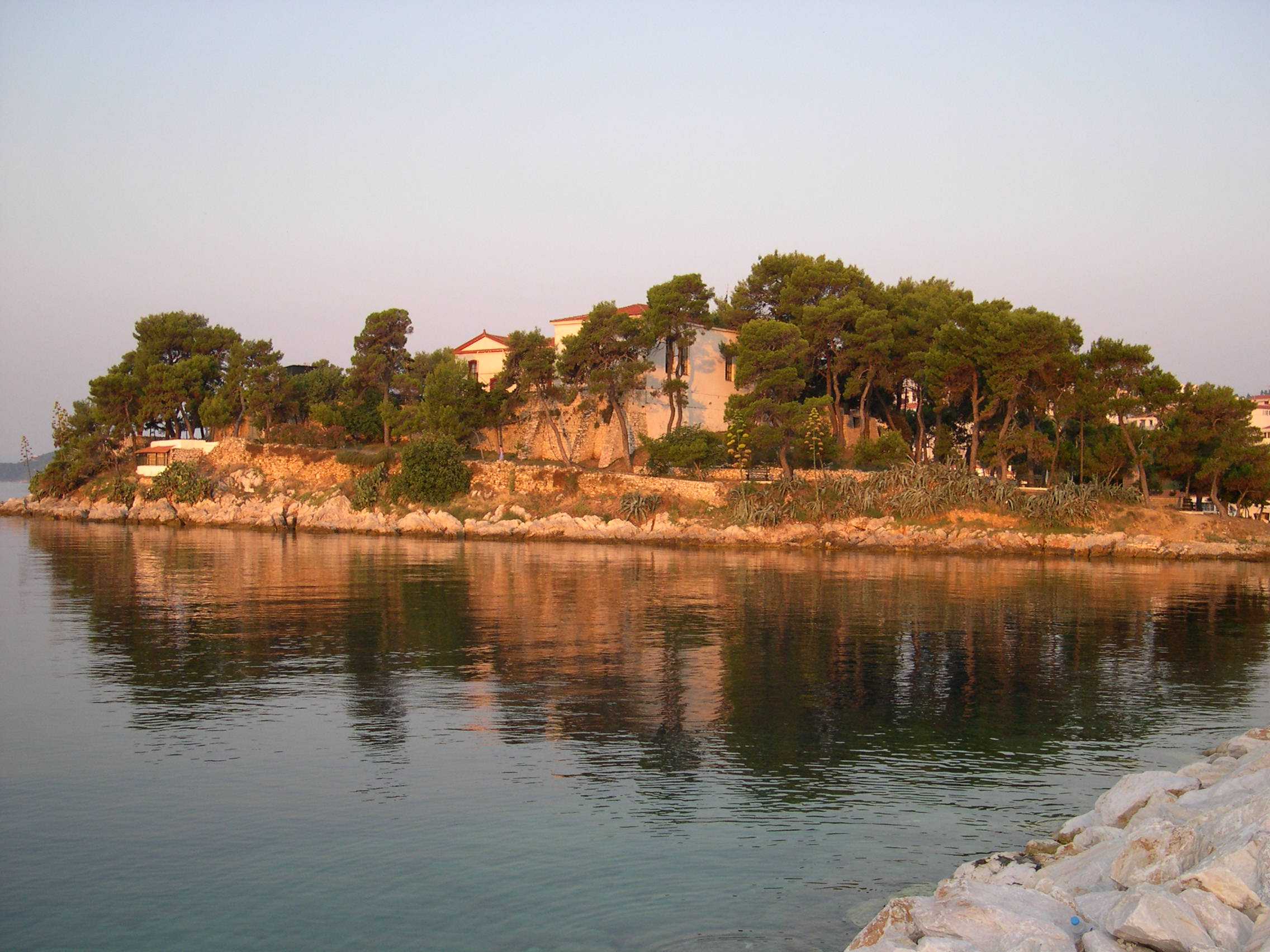
Bourtzi de Escíatos

Segons els Iambes al Rei Nicomedes, l'illa va ser colonitzada pels pelasgs de Tràcia i després per gent de Calcis (Eubea). Tenia dues ciutats, una anomenada Escíatos i l'altra de nom desconegut. En parlen Estrabó i Claudi Ptolemeu.
Durant la invasió persa de Grècia, les guerres mèdiques, els atenencs i els seus aliats van estacionar temporalment la flota en aquesta illa i els perses també, i Heròdot menciona el lloc amb freqüència. Després es va incorporar com a membre de la Lliga de Delos i devia ser ja una ciutat petita perquè només pagava un petit tribut de 200 dracmes a l'any. La ciutat va ser destruïda per Filip V de Macedònia cap a l'any 200 aC per impedir la seva caiguda en mans d'Àtal I de Pèrgam i dels romans, segons Titus Livi. Al segle i aC s'havia convertit en un niu de pirates, diu Apià.
Marc Antoni la va donar als atenencs circa l'any 38 aC.
La seva major producció era el vi; a la seva costa es pescava un peix anomenat κεστρεύς (kestreús), segons Ateneu de Nàucratis.